# جوزيف بوم (مبارز)
جوزيف بوم (10 مارس 1877 – 1961) هو مبارز بالسيف نمساوي راحل، مثّل بلاده في الألعاب الأولمبية الصيفية 1912.

## روابط رياضية
جوزيف بوم على موقع أوليمبيديا (الإنجليزية)